# 8422 Mohorovičić
(8422) Mohorovičić, denumire internațională (8422) Mohorovicic, este un asteroid din centura principală de asteroizi.

## Descriere
8422 Mohorovičić este un asteroid din centura principală de asteroizi. A fost descoperit pe 5 decembrie 1996 la observatorul astronomic din Farra d'Isonzo. Asteroidul prezintă o orbită caracterizată de o semiaxă mare de 2,96 ua, o excentricitate de 0,13 și o înclinație de 3,1° în raport cu ecliptica.